# カレンシー
カレンシー（Currensy、本名: Shante Scott Franklin、1981年4月4日 - ）は、アメリカ合衆国ニューオーリンズ出身のラッパー、ソングライター、ヒップホップミュージシャン、起業家である。正式にはCurren$yと表記する。

## 略歴

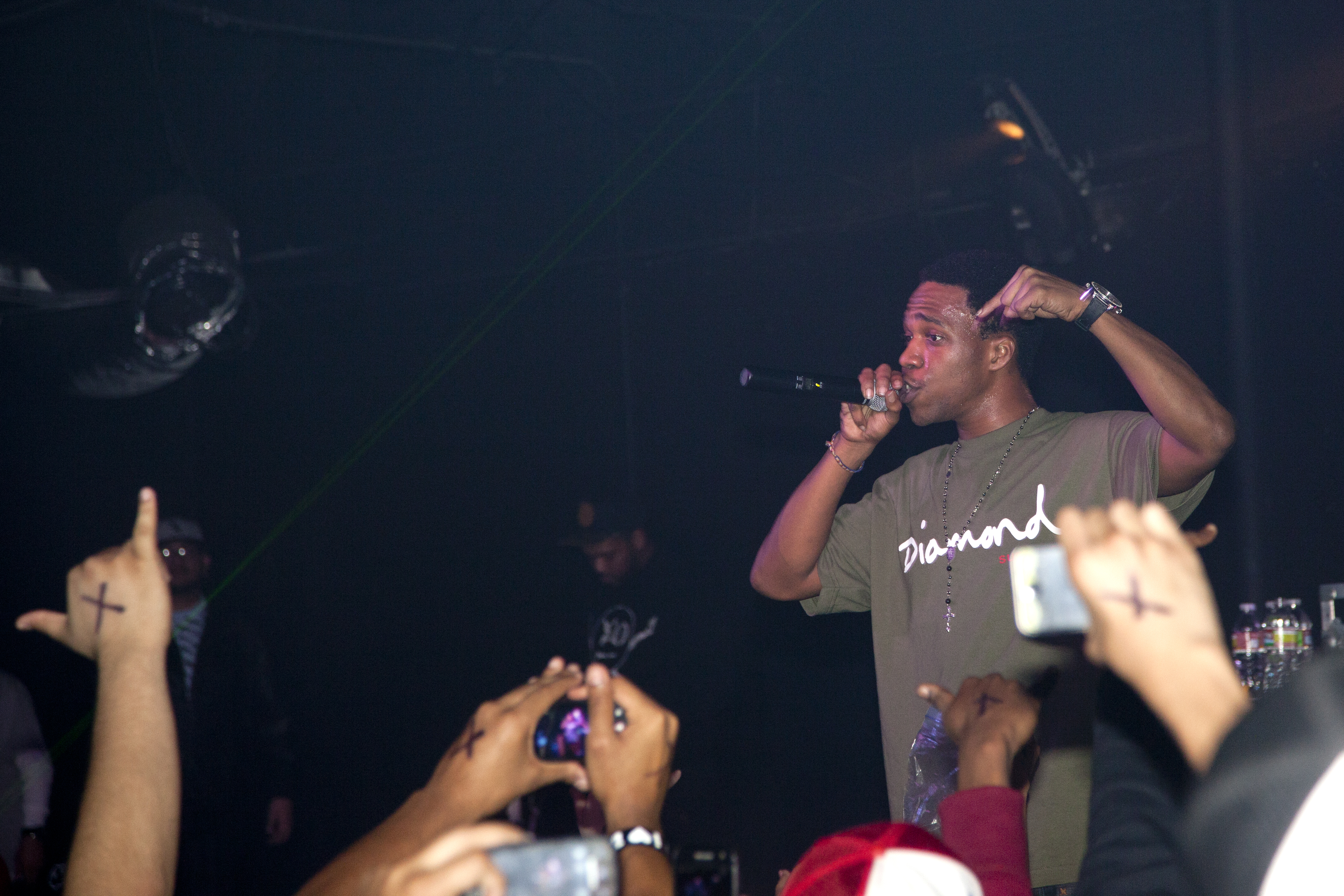
ライブでのCurren$y（2010年）

2002年、ベテランラッパーMaster Pの主催するノーリミット・レコード (No Limit Records)と契約し、504 Boyzというラップグループの一員として活動。同グループは、2005年に解散した。
2004年には、リル・ウェインの所属する大手メジャーレーベル、キャッシュ・マネー・レコード (Cash Money Records)と契約を結ぶ。
2006年、アルバム『Music To Fly To』をキャッシュ・マネー・レコードからリリースする予定だったが、リリース前に同レーベルを離脱してしまう。
2009年に、アマルガム・デジタル (Amalgam Digital)と契約し、デビューアルバム『This Ain't No Mixtape』と2ndアルバム『Jet Files』をデジタルリリースのみで、続けて発表。
2010年、3rdアルバム『Pilot Talk』と4thアルバム『Pilot Talk II』を立て続けにリリース。レーベルはRoc-a-Fella、DD172、Def Jamなど、複数のレーベルを介してのリリースとなった。
2011年初頭に、メジャーのワーナー・ブラザース・レコード (Warner Bros. Records)と契約を発表。4月8日には、The Alchemistとのコラボレーション・アルバム『Covert Coup』をリリース。6月28日には5thアルバム『Weekend at Burnie's』を発表し、初週に23000枚を売り上げ、全米ビルボードアルバムチャートにて初登場22位を記録した。
2012年6月5日、6thアルバム『The Stoned Immaculate』をリリースする。
2015年4月4日、7thアルバム『Pilot Talk III』をリリースする。
2015年12月4日、8thアルバム『Canal Street Confidential』をリリースする。
2019年12月20日、9thアルバム『Back at Burnie's』をリリースする。

## ディスコグラフィー
スタジオ・アルバム 
- This Ain't No Mixtape (2009年)
- Jet Files (2009年)
- Pilot Talk (2010年)
- Pilot Talk II (2010年)
- Weekend at Burnie's (2011年)
- The Stoned Immaculate (2012年)
- Pilot Talk III (2015年)
- Canal Street Confidential (2015年)
- Back at Burnie's (2019年)